# Gaston Borch
Gaston Borch (Guînes, 5 maart 1871 – Stockholm, 14 februari 1926) was een Franse componist, arrangeur, dirigent, cellist en schrijver van het boek Practical manual of instrumentation (1918).

## Achtergrond
Gaston Louis Christopher Borch werd als eerste kind geboren in het gezin van zakenman Christopher Wølner Borch (1846-1916) en Emma Louise Sophie Hennequin (1843-1898). Vader zat in mijnzaken, moeder was een studente geweest aan het Conservatorium in Parijs. Ze zat in hetzelfde leerjaar als Jules Massenet. Een verloving was toen aanstaande, maar de rijke vader Hennequin zag niets in de toen arme sloeber Massenet. Ze was wel enige tijd zijn muze. Gaston Borch huwde in 1900 Rose Alice Gluckauf, een pianiste. Het is 1902 als hun zoon Frederick Louis Borch wordt geboren. In 1919 pleegde Gaston Borch bigamie door met Elsie May Pleiss (geboren 1898) te trouwen, zijn eerste vrouw zette hem vervolgens uit huis. Het zag er overigens in eerste instantie niet naar uit dat Gaston Borch de muziek zou ingaan. Hij liep de normale scholen af om in de voetsporen van zijn vader te treden.

## Muziek
Op 22-jarige leeftijd begon de muziek te roepen. De familie, toch al via oudoom beeldhouwer Christopher Borch betrokken in de kunsten, maakte niet al te veel bezwaar. Gaston Borch werd leerling van diezelfde Massenet, maar ook van de Noorse componist Johan Svendsen. Cello spelen leerde hij van Matthieu Barraine en Joseph Hollmann. Dirigeren werd hem bijgebracht door Charles Amoureux. Gedurende het seizoen 1898/1899 was hij dirigent van het orkest van het Fahlstrøm Theater te Oslo, maar was toen ook al muziekdocent. Hij had in 1893 al opgetreden in Oslo al waar hij onder meer zijn eigen werk Genevieve de Paris had gedirigeerd. Hij bekleedde die functie ook bij het toen nog in oprichting zijnde Oslo Filharmoniske Orkester en de voorloper van het Bergen filharmoniske orkester. Hier en daar trad hij ook op met zijn cello, zelfs aan de andere kant van de Atlantische Oceaan. In die tijd werd zijn opera Silvio uitgevoerd in het Eldorado Theater te Oslo (1897); het is een vervolg op Cavalleria rusticana van Pietro Mascagni. In datzelfde jaar kreeg hij les van Edvard Grieg, die hem betitelde als een van de beste dirigenten en een van de talentvolste componisten.
In 1899 toog Gaston Borch naar de Verenigde Staten. Zijn oom, de schrijver Alfred Hennequin, was al woonachtig aldaar in de stad Boston. Gaston Borch kon aan het werk als cellist van het Chicago Symphony Orchestra onder dirigent Victor Herbert. Het lijkt er sterk op dat Victor Herbert hem in 1903 mee nam naar de Pittsburgh Symphony voor een driejarig verblijf. Herbert en Borch deelden de liefde voor de cello, het verhaal gaat verder, de zoon van Gaston zou op vierjarige leeftijd voor de Pittsburgh Symphony hebben gestaan in een uitvoering van Star Spangled Banner. Herbert sloeg de maat met hem mee. Het was echter de andere dirigent in Pittsburgh, Emil Paur, die de Amerikaanse première verzorgde van Genevieve de Paris. Het is dan 1906. Borch droeg het werk op aan Massenet. Als het orkest op vakantie was, gaf voerde Borch eigen werk uit in de Verenigde Staten en Europa. Hij had gastoptredens bij onder meer in Amsterdam en het orkest van de Opera in Brussel, de Societé Symphonique de Lille, de Koninklijke Harmonie van Antwerpen, het Gewerbehausorkest in Dresden. Toch bleef de Verenigde Staten het land waar zijn muziek het meest uitgevoerd werd. Er waren uitvoeringen van Philadelphia tot Montreal (Canada). In 1907 dirigeerde hij in Carnegie Hall in New York.

## Werken
Hij schreef ongeveer 200 werken, maar arrangeerde ook en schreef transcripties. Zijn werken verschenen bij gerenommeerd muziekuitgeverijen als Schirmer en Carl Fischer. Opvallend was de muziek die hij schreef voor de toen nog stomme films. De bekendste in dat genre is waarschijnlijk zijn muziek voor Gösta Berlings Saga met Greta Garbo in de hoofdrol, maar toen was hij al “terug” in Zweden. Hij dirigeerde een 24-koppig orkest in het Skandia Theater in Stockholm. In de moderne tijd zijn geen opnamen van werken van Gaston Borch beschikbaar. Er is echter een achttal opnamen van zijn werken bekend uit de jaren 1928 en 1928
Ander werk:
- Silvio (opera; première 7 maart 1898; Oslo)
- Ostenfor sol (sprookjesopera)
- Genevieve de Paris
- Incidental symphonies (filmmuziek, gebruikt in The Cat and the Canary en White Zombie)
- Misterioso infernale (1916) (filmmuziek, gebruikt in Tarzan's Revenge)
- Poeme symphonique
- opus 6: My darling (uitgegeven in Noorwegen, uitgeverij Hals)
- opus 12: Bouton de rose (uitgegeven in Noorwegen, uitgeverij Hals)
- opus 22: Suite norvégienne (A day at the Mountains) voor orkest
- opus 32: The cosmopolitan (uitgever Hals)
- opus 33: Romance voor viool en piano (uitgeverij Hals)
- opus 35: Andante pour violoncello avec accompagnement d’orchestre (opgedragen aan Auguste Leroy)
- opus 43: Zwei Gesänge
- opus 45.1: Frau Nachtigall, lied voor zangstem en piano)
- opus 50: Berceuse voor cello en piano
- opus 53: Drei Lieder (Schusucht, Schlummerlied, Lied) bij Warmuth Musikforlag, 1897)
- opus 55: Adagio religoso voor cello en piano
- opus 56: Deux morceaux pour piano (Elegie, erotique)
- opus 57: Romance pour cello en piano
- opus 58: Petites pieces caractéristiques pour piano
- opus 62: Trois morceaux pour piano
- opus 74.2: If we must part
- opus 80.1 Thou gavest me a rose
- opus 90.2 Lullaby
- opus 101: Elégie voor viool en orkest
- opus 115: Allegretto, duetto en scherzetto
- opus 117: Joyous refrain
- opus 174.1: Father, I stretched my hands to thee, 2. My hand in thine 3. Salvation comes today
- opus 175.1: Return O wanderer
- opus 176.1: All that breathe, your Lord adore (Schirmer voor sopraan en koor)
- opus 177: Air de ballet voor orkest opgedragen aan zijn zoon
- opus 178.3: In thy name, O Lord
- opus 187: Four little pieces for the piano
- Gavotte (uitgegeven in Noorwegen, 1893)
- Gnom dans (uitgegeven in Noorwegen, 1893)
- Intermezzi (uitgegeven in Noorwegen, 1893)
- Trio voor piano, viool en cello (première 11 november 1893 door Sina Ring (piano), violist S.M. Svendsen (viool) en Borch (cello)
- My darling
- Bid me goodbye
- Vedding Bells

Arrangementen van  onder meer werken van César Cui, Robert Schumann, Halfdan Kjerulf, Jean-Baptiste Faure, Antonin Dvorak en Gaetano Braga.
Enkele optredens:
- 8 oktober 1893: Concert met Elisabeth Hals en andere in de concertzaal van Brødrene Hals
- 13 september 1894: Det Philharmonisje Selskab (45 man) speelde onder leiding van Borch de ouverture van Genevieve en een wals daaruit; Drøm en Elfendans uit Ostenfor sol en een afsluiting met de ouverture van Ostenfor sol
- 14 januari 1899: Bergen, kamerconcert met onder anderen Johan Halvorsen (viool)

- Gemeinsame Normdatei: 1011849968
- International Standard Name Identifier: 0000 0001 1935 3701
- Library of Congress Control Number: no97058554
- MusicBrainz: a9318d62-2e4d-4fb5-b4a5-28216eb0353f
- Nationale Bibliotheek van Israël: 987007288661305171
- Istituto Centrale per il Catalogo Unico: MUSV009310
- SNAC: w6j427fn
- Système universitaire de documentation: 234568232
- Virtual International Authority File: 63616407
- WorldCat: E39PBJwRPBKgPFKrHYth8RWv73